# Красноставцы (Ивано-Франковская область)
Красноста́вцы (укр. Красноставці) — село в Снятынской городской общине Коломыйского района Ивано-Франковской области Украины.
Население по переписи 2001 года составляло 1093 человека. Занимает площадь 12,085 км². Почтовый индекс — 78330. Телефонный код — 03476.